# 黃偉豪 (學者)
黃偉豪（英語：Wilson Wong Wai-ho），香港中文大學副教授兼數據科學與政策研究課程主任、美國雪城大學公共行政碩士、哲學博士。他的文章見於外國專業期刊，如 Governance, Journal of Public Administration Research and Theory (JPART), Policy Studies Journal 和Public Administration Review 等，及香港傳媒，如《明報》、《經濟日報》、《蘋果日報》和《信報月刊》等，其學生包括香港立法會議員陳克勤。

## 學術背景
黃偉豪博士，香港中文大學數據科學與政策研究課程主任。他在香港中文大學取得學士學位，主修政治與行政，副修社會學，並以一級榮譽畢業。後在美國雪城大學進修，先後取得公共行政碩士及哲學博士學位。
黃偉豪教授的主要研究範圍包括公共管理、公共財務、公共政策及香港政府。他亦擔任香港中文大學亞太研究所公共政策研究中心副主任，及曾為美國頂尖智庫布魯金斯研究所和哈佛大學的哈佛燕京學社 的訪問學人。

## 學術論文
黃偉豪教授的文章發表於公共行政的權威國際學術期刊，如 Governance, Policy Studies Journal, Journal of Public Administration Research and Theory (JPART) 和Public Administration Review (PAR) ，並與何立仁、林蔚文、呂聯添三位學者，共同主編 Contemporary Hong Kong Politics: Governance in the Post-1997 Era一書。他亦有文章被收錄於劍橋大學出版社 和 羅德里奇 等主要學術出版社的書籍中。

## 媒體工作
撰寫學術著作外，黃偉豪教授亦有在報刊上發表有關政治及政策的分析，並有〈特區政經新思維〉和〈香港特區的管治和失誤：布魯金斯智庫之道〉兩本著作。他亦經常接受香港傳媒訪問，擔任時事節目如香港電台〈城市論壇〉及無綫電視〈新聞透視〉的嘉賓，更曾是香港電台第一台風煙(phone-in)節目〈自由風，自由Phone〉的客席主持。

## 教學工作
在教學上，黃偉豪教授現任香港中文大學社會科學院公共政策碩士課程主任。於大學裏，他經常擔任各辯論隊的顧問及辯論比賽的評判。黃教授曾榮獲香港中文大學社會科學院的模範教學獎，以表揚他於教學上的傑出表現。

## 公共事務
黃偉豪教授曾為香港公務員體系中的天之驕子政務官擔任教頭，應公務員事務局邀請主講培訓政務官的課程。黃教授曾為香港考試及評核局香港高級程度會考政府與公共事務科擔任主考官。他亦參與教育局和香港青年協會合辦的資優兒童和青年領袖培訓工作。
黃教授是香港民主發展網絡的成員，推動香港的民主發展，並與其他學者成員合著有〈民主十問〉一書。

## 學生
黃偉豪教授的學生包括香港立法會議員陳克勤、無綫電視新聞記者何文雯和吳璟儁、商業電台〈左右大局〉節目主持郭志仁等。其學生當中，不少亦加入政府工作，出任政務主任、行政主任及中央政策組研究員等。

## 著作
- 《特區政經新思維》，2002年，香港：明報出版社有限公司出版，ISBN 9629737477  （页面存档备份，存于）
- 《香港特區的管治和失誤》，2003年，香港：明報出版社有限公司出版，ISBN 9629739917  （页面存档备份，存于）
- 《民主十問》，2005年，香港：香港民主發展網絡出版，ISBN 9889843412
- 《Contemporary Hong Kong Politics: governance in the post-1997 era》，2007年，香港: Hong Kong University Press出版， ISBN 9789622098299  （页面存档备份，存于）

## 外部連結
- 黃偉豪於香港中文大學數據科學與政策研究課程網頁 （页面存档备份，存于）
- 作者簡介: 黃偉豪 （页面存档备份，存于）
- 政情：黃偉豪寸佳叔轉軚撐政府 （页面存档备份，存于）